# 모로쓰카촌
모로쓰카촌(일본어: 諸塚村)은 일본 미야자키현 북부에 있는 히가시우스키군의 촌이다.

## 지리
미야자키현 내륙부의 규슈 산지에 위치하여 전체가 산지이다.

### 인접한 자치체
- 히가시우스키군 미사토정·시바촌
- 니시우스키군 히노카게정·다카치호정·고카세정

## 역사
- 1889년 5월 1일 - 정촌제 시행으로 니시우스키군 모로쓰카촌이 성립하였다.
- 1949년 4월 1일 - 소속 군이 니시우스키군에서 히가시우스키군으로 변경되었다.

## 경제
주요 산업은 농업(표고버섯), 임업, 축산업(소)이다.

## 교통

### 도로
- 국도 327호선
- 국도 503호선